# Dinarthrodes sinuatus
Dinarthrodes sinuatus är en nattsländeart som först beskrevs av Martynov 1935.  Dinarthrodes sinuatus ingår i släktet Dinarthrodes och familjen kantrörsnattsländor. Inga underarter finns listade i Catalogue of Life.